# Сербы-мусульмане
Сербы-мусульмане (серб. Срби муслимани / Srbi muslimani), также известные как сербы-магометане (серб. Срби мухамеданци / Srbi muhamedanci) — группа этнических сербов, исповедующих ислам, которая является частью религиозной группы мусульман Сербии наравне с представителями других национальностей, исповедующих ислам в стране.

## Применение термина
Термин используется в следующих областях:
- Исследования в области этнографии и истории (сравнительные) для обозначения этнических сербских семей, исповедующих ислам.
- Самоназвание исповедующих ислам жителей Сербии и стран бывшей Югославии.
- Обозначение жителей сербского региона Новопазарский Санджак, исповедущих ислам[1].
- Наименование славяноговорящих мусульман в Косово, Санджаке и частично в Боснии и Герцеговине (используется сербскими националистами, которые считают босняков и горанцев субэтносами, а не отдельными народностями).

## История
Сербы, традиционно придерживающиеся православного христианского вероисповедания, впервые столкнулись с исламом и его влиянием в XIV веке после начала набегов турок на сербские земли (завоевание началось в 1371 году и продолжалось до начала XVI века). В это время прошёл первый процесс исламизации: в некоторых регионах меньшинство приняло ислам по своей воле или по принуждению османских властей. Самым известным представителем сербов-мусульман стал урождённый Байо Ненадич, известный под турецким именем Соколлу Мехмед-паша (1506—1579), Великий визирь Османской империи (1565—1579).

### Королевство Югославия

#### Гайрет
Организация «Гайрет» (с 1929 года — Культурное общество сербов-мусульман) была основана в 1903 году и занималась развитием идеи сербской идентичности среди всех славян-мусульман, проживавших в Австро-Венгрии (в основном на территории современной Боснии и Герцеговины). «Гайрет» распространял теорию о том, что славяне-мусульмане Австро-Венгрии — это сербы, которые просто не помнят своё происхождение и корни своих семей. В то время среди боснийских мусульман были три теории об их происхождении, и теория о сербских корнях стала одной из самых распространённых в мусульманской общине на территории Боснии. Организацию запретило Независимое государство Хорватия: уцелевшие члены организации примкнули к югославским партизанам-коммунистам или югославским четникам.

#### Первая мировая война
В годы Первой мировой войны в Армии Королевства Сербия несли службу многие мусульмане, которые записывались в войско именно как «сербы». Некоторые из них участвовали в боях на Салоникском фронте, и в архивах упоминаются имена таких сербов-мусульман, как Авдо Хасанбегович (серб. Avdo Hasanbegović), Шукрия Куртович (серб. Šukrija Kurtović), Ибрагим Хаджимерович (серб. Ibrahim Hadžimerović), Фехим Мусакадич (серб. Fehim Musakadić), Хамид Кукич (серб. Hamid Kukić) и Решид Куртагич (серб. Rešid Kurtagić). Среди пленных боснийских мусульман, воевавших в армии Австро-Венгрии и попавших в сербский плен, также были сторонники вхождения Боснии в состав нового югославянского государства: помимо упомянутых выше Хасанбеговича, Мусакадича, Кукича и Куртагича, упоминаются Азис Сарич (серб. Azis Sarić), Алия Джемиджич (серб. Alija Džemidžić), Асим Шеремета (серб. Asim Šeremeta) и Ибрахим Хаджиомерович (серб. Ibrahim Hadžiomerović).

#### Вторая мировая война
Сербы-мусульмане участвовали во Второй мировой войне как на стороне партизан Иосипа Броза Тито, так и на стороне югославских войск на родине (четников). Однако в рядах четников было не так много мусульман: одним из самых известных сербов-мусульман был Исмет Поповац, который руководил Мусульманской национальной военной организацией (серб. Muslimanska narodna vojna organizacija). В своей резолюции организация называла мусульман «неотъемлемой частью сербства». Также в рядах четников был ветеран Первой мировой Фехим Мусакадич.

### СФРЮ
В Социалистической Югославии все мусульмане, согласно первой переписи населения 1948 года, определялись как «сербы-мусульмане», «хорваты-мусульмане» или «неопределившиеся» мусульмане. Последний вариант стал наиболее распространённым во время переписи. Тем не менее, некоторые мусульмане говорили открыто о своих корнях: о своих сербских корнях говорил писатель Меша Селимович.

### Югославские войны
В ходе попыток мирного разделения Боснии и Герцеговины за включение боснийских земель в состав СР Югославии и за признание живших там босняков гражданами СР Югославии выступал будущий президент Федерации Боснии и Герцеговины Эюп Ганич, утверждая, что босняки — это «принявшие ислам сербы». Сербская демократическая партия поддерживала инициативу, считая, что босняки должны сблизиться с сербами и продолжить войну против ВС Хорватии и хорватских вооружённых формирований. Политолог Йохен Хипплер отмечал в 1994 году: «Мусульмане — в основном по национальности сербы, хорваты составляют меньшинство, но это не спасло их от массовых убийств со стороны их же земляков, только потому что они были не как они». Сербские националисты в годы войны часто говорили, что боснийские мусульмане — в основном сербы, которые попросту отреклись от христианства.

## Перепись населения

### В Сербии
Перепись населения Югославии в 1953 году показала, что на территории Народной Республики Сербии из этнических сербов ислам исповедовали 0,4% населения. По данным переписи 2011 года, таковых насчитывалось 0,04% от представителей сербской нации.

## Некоторые представители
- Авдо Карабегович (1878–1908), боснийский писатель[19]
- Осман Джикич (1879–1912), боснийский писатель[19]
- Смаил-ага Чемалович (1884–1945), боснийский политик и публицист[20]
- Мухамед Мехмедбашич (1886–1943), боснийский революционер[21]
- Мустафа Голубич (1889–1941), четник, позднее деятель Коммунистической партии Югославии[22]
- Смайо Ферович (уп. 1912–13), четник
- Хасан Ребац, писатель
- Шукрия Куртович (1890–1973), писатель
- Исмет Поповац (ум. 1943), четник Югославских войск на родине
- Фехим Мусакадич (ум. 1943), участник Первой мировой войны в составе Армии Сербии, четник Югославских войск на родине
- Мустафа Мулалич, четник Югославских войск на родине
- Мустафа Пашич (ум. 1944), четник Югославских войск на родине
- Алия Коньходжич, четник Югославских войск на родине и писатель
- Меша Селимович (1910–1982), югославский писатель
- Эмир Кустурица (род. 1954), сербский кинорежиссёр (в 2005 году принял православие)